# Boophis englaenderi
Boophis englaenderi är en groddjursart som beskrevs av Frank Glaw och Miguel Vences 1994. Boophis englaenderi ingår i släktet Boophis och familjen Mantellidae. IUCN kategoriserar arten globalt som otillräckligt studerad. Inga underarter finns listade.